# 東宮西宮TV
《東宮西宮TV》（英語：East Wing West Wing TV）是香港進念二十面體以高清拍攝製作，由胡恩威一人監製、導演、編劇，於亞洲電視播映的政治喜劇。本節目於2011年6月26日在本港台及亞洲台首播，原著是香港舞台劇《東宮西宮》。
本节目為2011 aTV節目巡禮推荐节目之一，当时的名称为东宫西宫电视版。

## 播放平台
以下時間以當地時間為準
| 頻道       | 國家/地區 | 播放日期及時間 | 當地時區 |
| ---------- | --------- | --- | -------- |
| 亞視本港台 | 香港      | 2011年6月26日起逢星期日 21:00-22:00（首播） 2011年7月1日起逢星期五 21:30-22:30（重播） 2011年7月2日起逢星期六 23:50-翌日00:50（重播） | UTC+8    |
| 亞視亞洲台 | 香港      | 2011年6月26日起逢星期日 21:00-22:00（首播） 2011年6月29日至7月6日逢星期四 01:00-02:00（重播） 2011年7月2日至7月9日逢星期六 09:00-10:00（重播） 2011年7月14日起逢星期四 00:00-01:00（重播） 2011年7月16日起逢星期六13:00-14:00（重播） 2011年7月16日起逢星期六22:00-23:00（重播） | UTC+8    |

註：
1. ↑  以播映時間先後排列

## 每集主題
| 集數 | 首播日期 | '主題'   |
| 01   | 6月26日  | ／       |
| 02   | 7月3日   | 地橙     |
| 03   | 7月10日  | 廢物與樹 |
| 04   | 7月17日  | 教肉     |
| 05   | 7月24日  | 車車     |
| 06   | 7月31日  | 炒嘢     |
| 07   | 8月7日   | 未來     |
| 08   | 8月14日  | 公公     |
| 09   | 8月21日  | 政黨     |
| 10   | 8月28日  | 凸首     |
| 11   | 9月4日   | 捞       |
| 12   | 9月11日  | 弓务员   |
| 13   | 9月18日  | 资本主义 |

## 演員
| 演員   | 角色                                                                   | 暱稱   |
| 陳浩峰 | 唔諗、So Bad、單車外賣仔、爆粗Agent、甜心地慘業務員Johnny、淋公公      | Cedric |
| 楊永德 | 西九皇帝、孫公、軟公公、震鷹、馬克思                                   | David  |
| 陳淑莊 | 香港岛皇后、電話接线员小姐                                             | Tanya  |
| 伍嘉雯 | 唐唐僧、Emily、Anson、飯太、五姑丈                                     | Carmen |
| 鍾家誠 | 卡達臣、唔做、教科書妖怪、業主、福祿壽                                 | Carson |
| 高若珊 | 蔡中文、小SS                                                           |        |
| 曾兆賢 | Save Jobs、唔識、Albert Au、甜心地慘業務員Ken、Lady 加加、唐唐、硬公公 | Albert |
| 凌梓維 | 80後、Eva、Edward、瑞麟、小林公、馬西九、五姑丈、福祿壽                | Benson |

## 单元节目（按首次出现时间顺序）
节目分为4段，每一个单元节目开始或结束时播放动画短片，最后一段前或后都有一位演员翻唱或演唱自己的歌曲。节目也大胆地谈及無綫電視和香港电台的节目。

### 激烈合唱团
眾演員模仿《吉列合唱團》。第一次出現在第1集。
| 集數 | 歌曲名称       | 改编自歌曲               |
| 1    | 大陆恩情       | 《大地恩情》主题曲       |
| 1    | 中产泪         | 《鳄鱼泪》主题曲         |
| 1    | 问责群英       | 《大内群英》主题曲       |
| 4    | 學生哥上通識課 | 學生哥                   |
| 9    | 政党成熟时     | 《IQ成熟时》主题曲       |
| 10   | 特首走天涯     | 《星仔走天涯》港版主题曲 |
| 12   | 官body         | Nobody                   |

### 东宫西宫特首杯
只出现在第1集。
| 馬名     | 結果 |
| 唐唐大兄 | 重賽 |
| 震鷹之光 | 重賽 |
| 莊僧大師 | 重賽 |
| 葉劉寶寶 | 重賽 |
| 飯來就快 | 重賽 |
| 仁龍王子 | 重賽 |
| 占士田   | 退出 |
| 陪跑大狀 | 退出 |
| 美國人   | 重賽 |

### Save Jobs产品发布会
Save Jobs模仿蘋果公司CEO喬布斯開新產品發布會，發言時會夾雜中文。第一次出現在第1集。
| 集數 | 產品    | 售價                          | 附帶軟件  | 演示應用                                                             |
| 1    | i骨灰龕 | ￥4977（16GB） ￥7749（32GB） | i墳       | Gravebook、Ask Rice、烧衣、烧衣2.0、拜山3D                           |
| 3    | i垃圾   | $6000（16GB）                 | i垃圾分类 | i垃圾婆（可升级成i收買佬）、i焚化炉2.0、i堆填区3D                    |
| 4    | iSchool | $12000（16GB/32GB/64GB）      | i通识     | i补习天皇、i课外活动、i童军、i练琴2.0、i芭蕾3D                       |
| 7    | iWeWe   | 免费                          | i河蟹     | Fake Egg 2.0、Beef Powder 5.0、翻墙、高仿、Jail-break、iCCTVB、iNude |

### 家书
模仿《香港家書》，以劇中演員用不同的語言閱讀文章。家書通常在節目最後一段播放，並從第1集開始在每集出現的單元之一。

### Sew Ⅰ之至黑心
模仿《恐懼鬥室》。一个80后男性被人割断双手、双脚、双眼和舌头后，仍然没钱买置安心单位。只出现在第2集。

### 西九记之西即是九
模仿《西游记》，唐唐僧带领唔諗、唔识和唔做取西九经。只出现在第2集。

### 每入一字
模仿《每日一字》主持林佐瀚每期介紹一個字，並使用虛構文學作品解釋。第一次出現在第2集。
- 第2集：霸
- 第3集：废
- 第4集：数
- 第5集：車
- 第7集：未
- 第8集：公
- 第9集：党
- 第10集：諗、特
- 第11集：捞
- 第12集：四
- 第13集：资

### 欢乐满西华
名字諷刺《歡樂滿東華》，以英文唱粵劇。只出現在第2集。
| 曲目        | 曲調               |
| 海旋门      | 帝女花之香夭       |
| 日出        | 唐伯虎点秋香之求神 |
| Uncle 4     | 昭君出塞           |
| Masterpiece | 剑合釵圆           |
| Ho Mun      | 峰阁恩仇未了情     |
| MTR         | 禅院钟声           |

### 一叮
模仿《全美一叮》。第一次出現在第3集，名為《AO一叮》。第10集名為《總統一叮》，第11集名為《DO一叮》，第12集名為《弓務員一叮》。
| 集數 | 选手1            | 选手2                |
| 3    | Eva              | Edward               |
| 5    | Anson            | Emily                |
| 8    | 瑞麟             | 小林公               |
| 10   | 蔡中文           | 马西九               |
| 11   | 湾仔公务员Vivian | 油尖旺公务员Andy     |
| 12   | 树木办员工Johnny | 小贩管理队队员Steven |

### 纸皮剧场
第一次出现在第3集。
- 第3集：垃圾桶和回收箱
- 第5集：巴士和的士

### Fighter
模仿《街頭霸王》。第一次出現在第3集，取名《香港九龍Fighter》。第10集名為《特首Fighter》。
- 第3集：香港島皇后VS九龍皇帝
- 第10集：饭太VS唐唐VS震鹰

### So Far So Bad
名稱諷刺蘇施黃的《蘇Good》，在節目裡，So Bad使用特別材料（如鈕、教科書等）烹飪。第一次出現在第4集。
- 第4集：教肉（教育）、四川麻辣手撕教科书、翻叮教科书、334小班块教肉（334小班教學）
- 第6集：炒柑（炒金）、炒钮（炒樓）、炒鼓（炒股）
- 第9集：党
- 第11集：捞面

### 谈政谈心
《談政談心》（Talk Politics Talk Hearts），主要模仿BBC的《HARDtalk》節目，主持人是Albert Au。在第4集先以國際問題開場，除了探討日本首相名字的問題外，也都提及小澤瑪麗亞等日本女星。在第5集裡，主持人和卿姐對話，卿姐當場發飆。在第7集裡更加邀請到了未來的特首，但未來的特首卻遲遲未能出現。在第9集還遠赴台北，訪問蔡中文。在第11集裡，主持人講述在各個行業“撈”的分別。在第12集裡，主持人和一哥對話。在第13集裡，主持人和馬克思對話，討論資本論。

### 單車外賣仔
講述一個外賣員騎著單車外賣的故事。只出現在第5集。

### 热线
目前在東宮西宮TV出现的虚构热线电话有：
- 支持僣建热线（第6集）
- 成功争取1823咨询热线（第7集）

#### 接线流程
- 1：选择语言（粵語按1；國語按2；英語按3；手語按4；唇語按5）；
- 2：选择项目；
- 3：支持**（如不支持**，则按1、7、两个*、#、输入身份证號碼头6位数字【如身份证號碼有A用*代替】、计算年龄【年龄×2-3÷4再開平方，記得先乘除後加減，扣除最後6個小數位，用四捨五入法輸入數值】和输入48位電子证书密码）；
- 4：报出電子证书密码（如正確，請按2893xxxx；如錯誤，不用按；如更正，按286個*）
- 5：报出轮候号码和等候时间，结束通话。

### 报告
模仿無綫電視的《天氣報告》，在第6集播放《僭建報告》和《奶粉供應報告》，在第8集則播放《公公報告》。

### 甜心地慘特约：我们没有放火
讽刺田生地產的收楼行为。节目开始前，爆粗Agent模仿爆粗Band友飙歌。只出现在第6集。

### 康熙未来了
名稱諷刺《康熙來了》，主持只有小SS一人。只出現在第8集。

### 变身Chok Chok Chok
名稱諷刺《變身男女Chok Chok Chok》。第一次出現在第10集，名為《變身公公Chok Chok Chok》。在第11集名為《變身特首Chok Chok Chok》，參賽選手為范唐梁三人。

### 公公Fashion Show
只有林公公一個人表演的Fashion Show，展示7種不同款式的公公制服。只出現在第8集。

### ETV时段
只出现在第8集。模仿香港教育电视，第一节课为国民教育课。

### 鱼乐无穷
模仿亚视节目《鱼乐无穷》，鱼头换成人头。只出现在第10集尾段。

### 香港文化深层结构
主持人和两位嘉宾从88楼降落至-8888楼，两位嘉宾讲述香港文化深层结构的构成。只出现在第11集。

### 疑似特首选举论坛
只出现在第11集，邀请到范唐梁三人参与。第一次的讨论话题为Master or Servant。

### 升官大道
模仿《亞洲星光大道》，節目裡只剩下兩個人角逐升官資格。只出現在第11集。

## 收視
亞洲電視首播之收視紀錄：
| 週次及集數 | 日期          | 平均收視 | 百分比 | 收看比率 | 欣賞指數 |
| ---------- | ------------- | -------- | ------ | -------- | -------- |
| 1          | 2011年6月26日 | 3點      |        | 17%      | 64.6     |
| 2          | 2011年7月3日  |          |        | 15.6%    | 58.5     |
| 3          | 2011年7月10日 |          |        | 15.1%    | 68.3     |

- 資料來源：CSM媒介研究（一個收視點代表63,740名觀眾）
- 欣賞指數來源：香港大學民意研究計劃·電視觀眾研究

## 外部連結
- 東宮西宮TV

## 電視節目變遷
| 香港 亞洲電視 本港台、亞洲台 星期日21:00-22:00節目                                            | 香港 亞洲電視 本港台、亞洲台 星期日21:00-22:00節目 | 香港 亞洲電視 本港台、亞洲台 星期日21:00-22:00節目 |
| --------------------------------------------------------------------------------------------- | -------------------------------------------------- | -------------------------------------------------- |
|                                                                                               | 東宮西宮TV （2011年6月26日－2011年9月18日）        |                                                    |
| 智醒智勁四方城 （－2011年6月19日） 20:30-21:30 葉麗儀港樂演唱會 （2011年6月19日） 21:30-22:30 | 马鼎盛讲军事 （2011年9月25日） 21:00-22:00         |                                                    |